# NGC 4696
NGC 4696是一個距離地球約1.16至1.45億光年的橢圓星系，在天球上位於半人馬座。該星系是巨大的半人馬座星系團中亮度最高的成員星系。NGC 4696周圍有許多在同一個星系團內的矮橢圓星系圍繞。一般認為該星系中心存在超大質量黑洞。

## 圖集

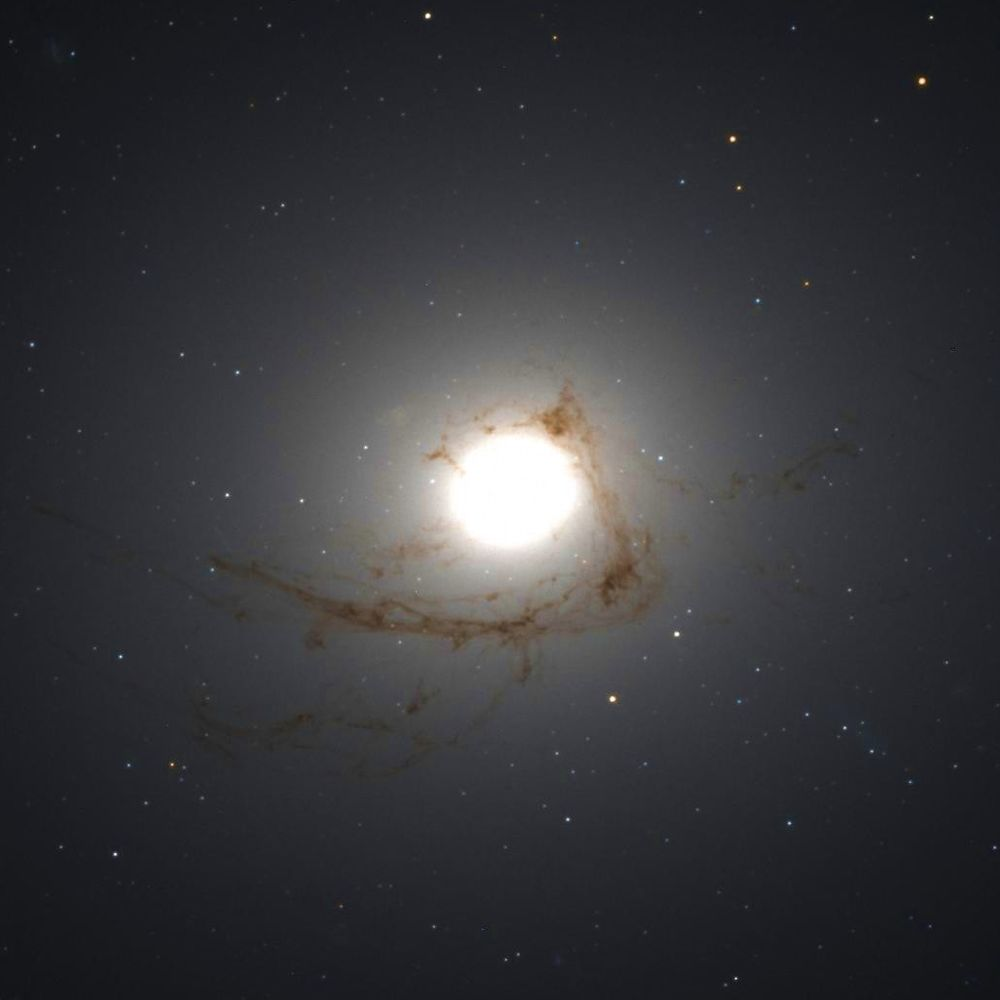
哈伯太空望遠鏡拍攝NGC 4696
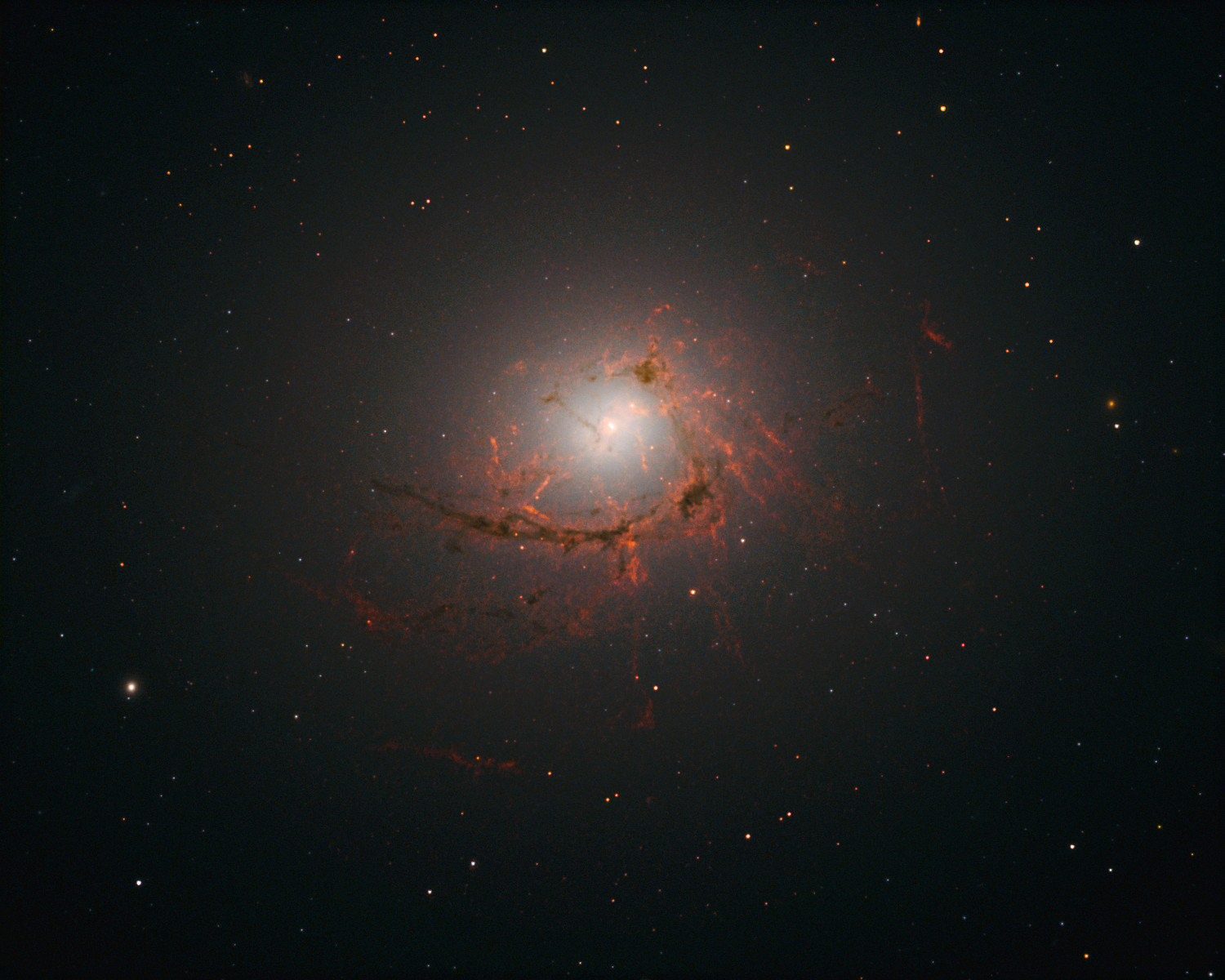
NGC 4696，影像中可見到問號形狀結構

## 外部連結
- NGC 4696: A cosmic question mark（页面存档备份，存于）
- NGC 4696: Filaments around a Black Hole（页面存档备份，存于）